# 基罗瓦农村居民点
基罗瓦农村居民点（俄语：Кировское сельское поселение）是俄罗斯联邦伏尔加格勒州斯韦特雷亚尔区所属的一个农村居民点。其下辖有4个居民点，行政中心为基罗瓦。据2016年统计，该农村居民点的人口为5501人。